# Rosa Bonheur (cratère)
Pour les articles homonymes, voir Rosa Bonheur et Bonheur (homonymie).
Rosa Bonheur est le nom d'un cratère d'impact présent sur la surface de Vénus. 
Le cratère a ainsi été nommé par l'Union astronomique internationale en 1994 en hommage à l'artiste peintre française Rosa Bonheur.  
Son diamètre est de 104 km. Il se situe dans la région du quadrangle de Devana Chasma (quadrangle V-29). 